# Disseny interactiu
El disseny interactiu és l'arranjament de gràfics, text, vídeos, fotos, il·lustracions, sons, animació, imatges tridimensionals (3D), realitat virtual i altres mitjans en un document interactiu. Un document interactiu pot ser una pàgina web amb text i enllaços a altres pàgines web, o una aplicació autònoma més complexa que faci servir tipografia, gràfics, so i vídeo amb controls interactius com poden ser botons, enllaços, etc. Tant si són simple o complexos, els millors dissenys interactius, presenten el missatge de manera clara i tenen una interfície fàcil de navegar, i que funciona adequadament amb la tecnologia que utilitzi l'usuari per desplegar el document interactiu.
El disseny interactiu és un conjunt de disciplines que engloba termes com el disseny de programari, d'interfície d'usuari, disseny centrat en l'usuari, disseny de productes, disseny web, etc. Segons Terry Winograd i Yvone Rogers, es refereix a el disseny d'espais interactius per a donar suport a la forma en què la gent es comunica i interactua amb la seva vida i quefer diari. És fonamental per a totes les disciplines, camps i afins preocupats per investigar i dissenyar sistemes basats en ordinador per a l'ésser humà.
El disseny interactiu és una derivació històrica de la multimèdia interactiva amb la diferència que 'Multimèdia Interactiva' és un terme que històricament es relaciona amb mitjans obsolets com el CD-ROM i té connotacions caduques, el terme Disseny Interactiu d'altra banda té una connotació mes contemporània i les seves plataformes són tan variades com ho poden ser la web, els telèfons intel·ligents (com l'iPhone), les tauletes (com l'iPad), etc.
El dissenyador interactiu dissenya per a Mitjans Interactius a diferència del dissenyador d'Interacció que dissenya els comportaments dels punts de contacte d'l'usuari amb els productes que no necessàriament són digitals, Disseny Interactiu és una derivació del Disseny Gràfic i el Disseny d'Interacció és una derivació de l'disseny Industrial. A diferència del Disseny d'Interacció, el Disseny Interactiu se centra en el 'com' i el 'què' mentre el primer se centra en el 'perquè'.
Disseny Interactiu és una àrea d'estudi enfocada a comprendre com ens relacionem amb la tecnologia i com desenvolupem noves metodologies de disseny per crear productes i serveis que combinen estètica, cultura, tecnologia i les humanitats.
El disseny interactiu o ID, per les seves sigles en anglès, Interaction Design, es troba exposat en tot i forma part de la vida de qualsevol persona. Les disciplines i camps interdisciplinaris que contribueixen amb el disseny interactiu i que s'esmenten en el llibre Interaction Design. Beyond Human-Computer Interaction, són la psicologia, les ciències socials, les ciències computacionals, la informàtica, la interacció humà-ordinador, l'enginyeria cognitiva, el treball cooperatiu i suportat per ordinador, els sistemes d'informació, etc. Les disciplines i els camps interdisciplinaris anteriorment esmentats sobresurten en la vida de cada persona, de manera que el disseny interactiu es troba implícit al nostre voltant.

## Disseny Interactiu com a negoci
Avui dia, el disseny interactiu és un gran negoci. Per Yvone Rogers, en l'elaboració de qualsevol producte deu haver persones involucrades en tots els aspectes interactius del producte, persones que s'enfoquin en avaluar productes usant principis d'usabilitat, persones que creen i estudien el disseny de llocs web, persones que proposen idees innovadores i plans per crear productes interactius, i persones que duen a terme recerca de camp per fer informes sobre el disseny de productes. Perquè un producte sigui reeixit, ha de passar per diferents àrees de coneixement, deu ser estudiat, i deu passar pel procés de disseny interactiu, de manera que en qualsevol producte el disseny interactiu es troba present.

## Treball en equips multidisciplinaris
Com el disseny interactiu abasta diferents disciplines i àrees de coneixement, és molt difícil que una sola persona pugui complir amb totes. Per Jenny Preece, el treballar amb equips multidisciplinaris -referint-se a persones amb diferents antecedents i capacitación-, porta amb si avantatges i desavantatges, però és necessari aquest tipus de treball dins el disseny interactiu. Entre els avantatges es troben les diferents perspectives i formes de veure el producte, es generen més idees i dissenys per a aquest. Algunes de les desavantatges pot ser la comunicació entre persones de coneixements en diferents àrees de treball, i per conseqüent, el lent progrés en la creació i elaboració dels productes. Fins i tot amb aquests desavantatges, cal tenir un equip multidisciplinari perquè es compleixi de manera eficient el procés de el disseny interactiu.

## Principis de disseny interactiu
Els principis de el disseny interactiu són els requeriments bàsics amb els quals un producte deu complir perquè sigui reeixit. Yvone Rogers, Helen Sharo i Jenny Preece esmenten en el seu llibre que un producte ha de cridar l'atenció, fàcil d'aprendre a utilitzar, fàcil de recordar com usar-lo. Els principis de disseny interactiu són:
- La Visibilitat: Consisteix en els suports visuals que li brinden a l'usuari informació sobre com actuar en determinades circumstàncies. Exemples: calcomanies, rètols, etc.
- La Retroalimentació: Consisteix a enviar informació a l'usuari sobre el que aquest estigui fent. Inclou sons, lluminositat, animacions i combinacions d'aquestes. Exemple: Quan connectes auriculars a algun Telèfon intel·ligent, a la pantalla apareix algun símbol, advertència o so, fent referència al fet que s'han connectat uns auriculars.
- Les Limitacions: Consisteix en restringir i advertir accions per a evitar que l'usuari seleccions opcions incorrectes. Exemple: A l'eliminar arxius en un ordinador, la màquina et pregunta si en veritat vols eliminar-los.
- La Consistència: Dissenyar interfícies que tinguin operacions i elements similars per fer tasques similars. Exemple: En un ordinador, sempre utilitzar Ctrl + la lletra inicial d'una paraula per fer l'operació (Ctrt + C = Copia).
- El Affordance: No existeix un sinònim d'aquesta paraula en espanyol, però es pot interpretar com donar una pista d'alguna cosa que cal fer. Es refereix a l'atribut d'un objecte que permet a les persones saber com usar-lo. Exemple: El botó de l'ratolí incita a pressionar-lo.